# Manuel Vignau Pemartin
Manuel Vignau Pemartin (Auloron e Senta Maria, Bearn (França), mitjans del segle xviii - Reus, 31 de gener de 1828) va ser un comerciant d'aiguardent francès instal·lat a Catalunya.
Va fundar una companyia amb Joan Larrard, amb el qual havia emigrat d'Auloron a Reus cap al 1730, amb el nom de "Juan Larrard y Compañia" i es dedicaren al comerç d'exportació de vins i aiguardents fins ben entrat el segle xix. Tenien com a centre comercial i habitatge la Casa de Larrard & Vignau, davant de l'església de Sant Francesc de Reus, un edifici que encara avui es conserva. Juntament amb el seu soci Joan Larrard i d'altres comerciants francesos, van estudiar a mitjans del segle xviii la possibilitat de construcció d'un canal navegable de Reus a Salou, i en va fer un projecte presentant-lo a l'ajuntament, demanat els drets d'explotació perpètua. Aquest projecte, amb variants, es va iniciar el 1805, però va ser impossible de tirar endavant per la Guerra del Francès. El 1776 Manuel Vigmau es va casar amb Teresa de Miró i Bover, filla de Pau de Miró i Roig, un ciutadà honrat reusenc i doctor en dret. El 1796 Manuel Vignau va ser afavorit ell també amb el títol de ciutadà honrat. A més de la societat amb Larrard, era apoderat a Reus de la firma "Robert Herrier y Cia", dedicats al comerç de vins i grans. Va aconseguir de fer-se una fortuna i tenia una tomba pròpia a l'església de sant Francesc, davant de casa seva. Va fer diversos préstecs a la seva cunyada, Rosa Guardiola i Guasch, vídua d'un germà de la seva dona, Josep de Miró i Bover, per tal que recuperés diverses partides de terra venudes a carta de gràcia del Mas de Bover, el casal familiar. Vidu de Teresa de Miró, el 1811 es va casar amb Maria Veciana i de Miró, filla de Felip Veciana i Dosset, comandant general de les Esquadres de Catalunya.